# Seigneurie de Beyrouth
Pour les articles homonymes, voir Beyrouth (homonymie).

Le royaume de Jérusalem au milieu du XIIe siècle.

La seigneurie de Beyrouth était aux XIIe et XIIIe siècles un des fiefs du royaume de Jérusalem. C'était la seigneurie la plus au nord du royaume, située entre le comté de Sidon et le comté de Tripoli.

## Histoire
Beyrouth fut conquise en 1110 par Baudouin Ier, roi de Jérusalem, qui le donna à Foulques de Guines. La ville fut conquise et occupée par Saladin de 1187 à 1197 avant d'être à nouveau reconquise. En 1204, elle est donnée par Amaury II de Lusignan à Jean d'Ibelin, le Vieux seigneur de Beyrouth. La ville tomba définitivement en 1291.

## Féodalité
Il peut paraître curieux que cette seigneurie soit vassale du prince de Galilée et de Tibériade plutôt que du comte de Sidon, car ce comté sépare justement la seigneurie de la Principauté. La raison en est probablement la suivante : Beirouth a été prise avant Sidon, donc le comté n'était pas encore créé quand Baudouin inféoda Beyrouth à Foulques de Guines. La ville étant très éloignée du centre du royaume, il plaça le nouveau Seigneur sous la protection d'un vassal plus proche.

## Liste des seigneurs

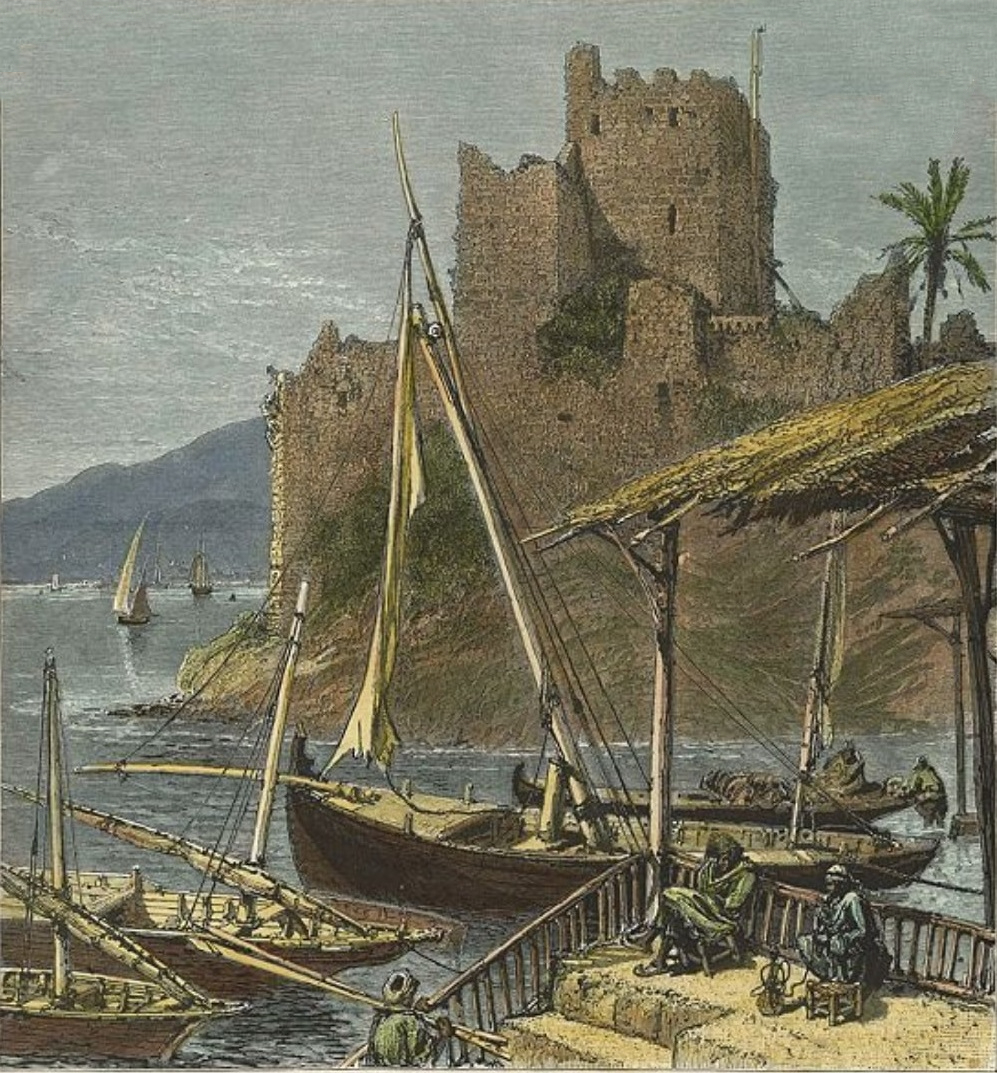
Le château de Beyrouth vers 1875. Il sera démoli trois ans plus tard, en 1878.

Cette liste a été établie grâce aux Lignages d'Outremer, texte généalogique traitant des familles nobles installées en Terre sainte. Elle a ensuite été amendée grâce aux travaux de Hans Eberhard Mayer.
- 1110-ap.1122 : Foulques de Guines
- av.1125-c.1135 : Gautier Ier Brisebarre
- c.1135-ap.1148 : Guy Ier Brisebarre, frère du précédent
- 1148-1156 : Gautier II Brisebarre, fils du précédent (chevalier templier de 1156 à 1169)
- 1156-1156/1164 : Guy II Brisebarre, frère du précédent
- 1156/1164-1166 : Gautier III Brisebarre (seigneur d'Outre-Jourdain 1167-1169, seigneur de Blanchegarde 1166-1179, mort vers 1179-1186), fils du précédent
- 1166-1167 : Andronic Ier Comnène cousin de l'empereur Manuel Comnène, concubin de Théodora Comnène
  - 1167-1187 : vendu et rattaché au domaine royal
  - 1187-1197 : conquis par Saladin
  - 1197-1204 : domaine royal
- 1204-1236 : Jean d'Ibelin
- 1236-1247 : Balian d'Ibelin, fils du précédent
- 1247-1254 : Hugues d'Ibelin, fils du précédent, également Prince de Galilée par mariage
- 1254-1264 : Jean d'Ibelin, frère du précédent
- 1264-1282 : Isabelle d'Ibelin, fille du précédent, et ses maris :
  - 1265-1267 : Hugues II de Chypre
  - 1272-1273 : Hamo Létrange
  - 1276-1277 : Nicolas l'Aleman
  - 1278-1282 : Guillaume Barlais († 1304)
- 1282-1291 : Echive d'Ibelin († 1312), sœur de la précédente, et ses maris :
  - 1282-1284 : Onfroy de Montfort
  - 1291 : Guy de Chypre († 1304)